# Torre de Miguel Sesmero
Torre de Miguel Sesmero ist ein Ort und eine Gemeinde (municipio) mit 1.241 Einwohnern (Stand: 2024) im Westen der spanischen Provinz Badajoz in der Autonomen Gemeinschaft Extremadura.

## Lage
Torre de Miguel Sesmero liegt gut 38 km (Fahrtstrecke) südöstlich von Badajoz in einer Höhe von ca. 325 m.
Das Klima im Winter ist gemäßigt, im Sommer dagegen warm bis heiß; die geringen Niederschlagsmengen (ca. 472 mm/Jahr) fallen – mit Ausnahme der nahezu regenlosen Sommermonate – verteilt übers ganze Jahr.

## Bevölkerungsentwicklung
| Jahr      | 1970 | 1981 | 1991 | 2001 | 2011 | 2021 |
| Einwohner | 1583 | 1347 | 1305 | 1253 | 1262 | 1230 |

Der deutliche Bevölkerungsrückgang in der zweiten Hälfte des 20. Jahrhunderts ist im Wesentlichen auf die Mechanisierung der Landwirtschaft und den damit einhergehenden Verlust an Arbeitsplätzen zurückzuführen.

## Wirtschaft
Während das Umland über Jahrhunderte in hohem Maße landwirtschaftlich geprägt war, ließen sich im Ort selbst auch Kleinhändler, Handwerker und Dienstleister aller Art nieder. Im Gemeindegebiet steht heute eine der größten Solarfreiflächenanlagen Europas (Centrales Termosolares Extresol 1-3).

## Sehenswürdigkeiten
- Marienkirche (Iglesia de Nuestra Señora de la Candelaria)
- Christuskapelle
- Isidorkapelle

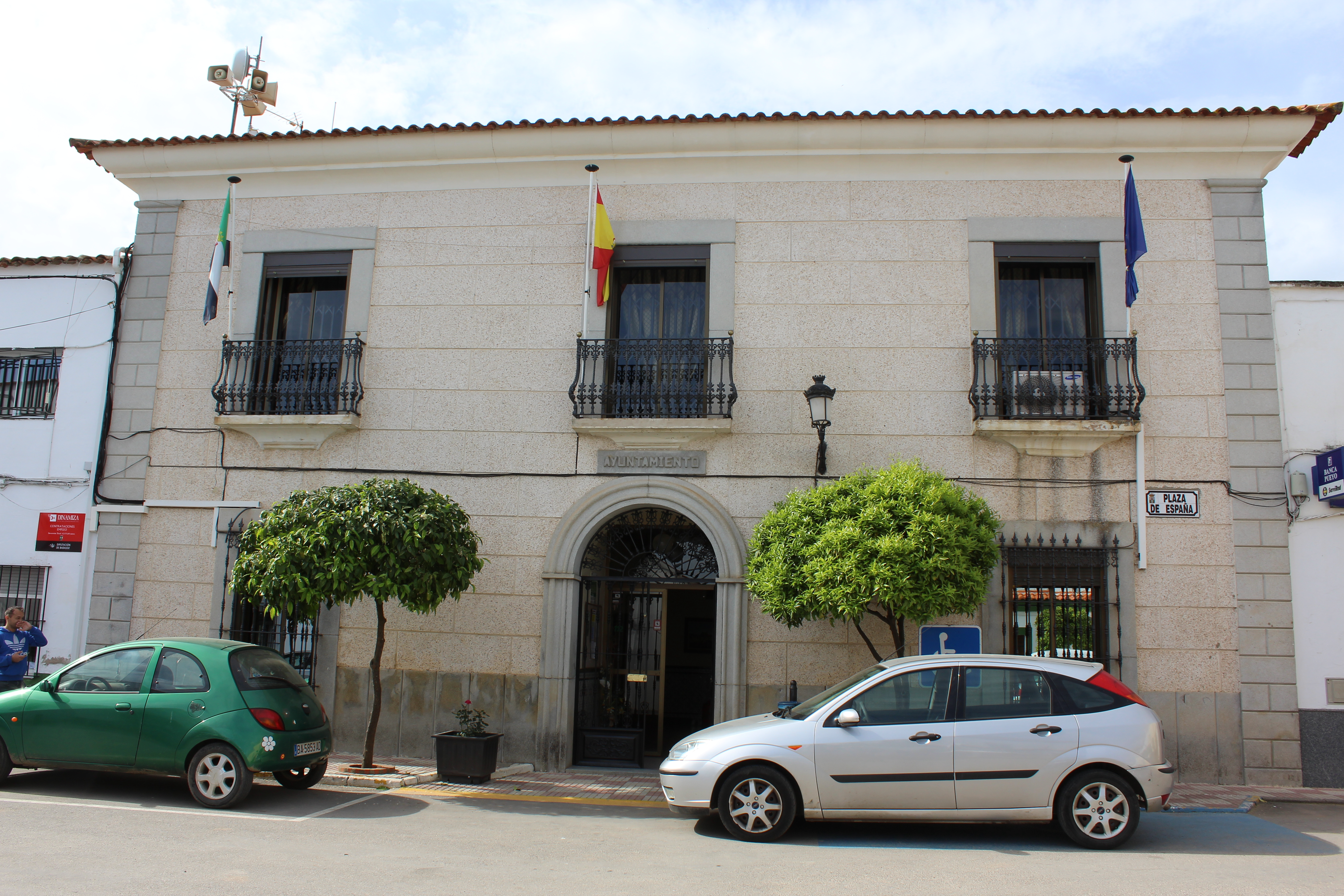
Rathaus
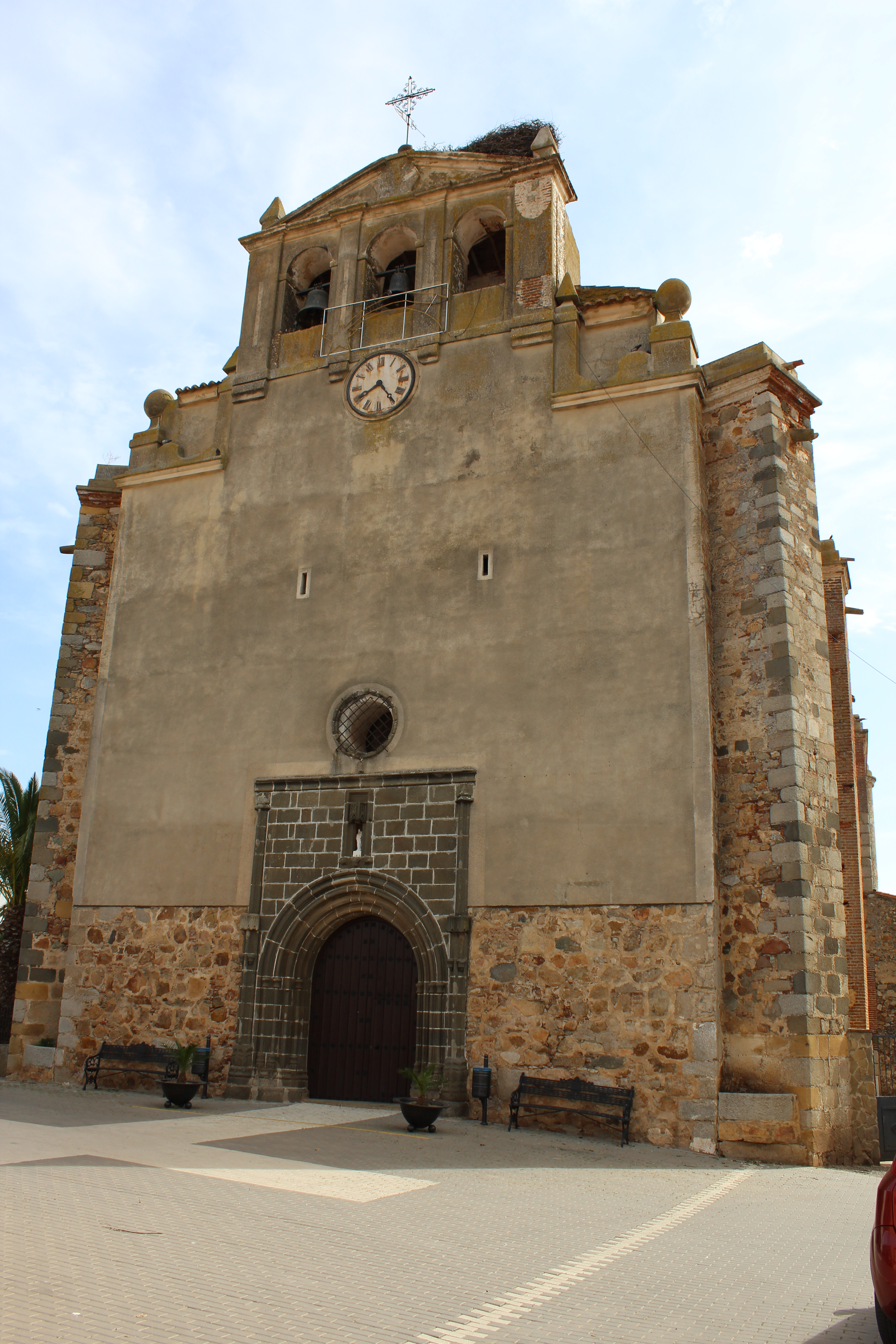
Marienkirche
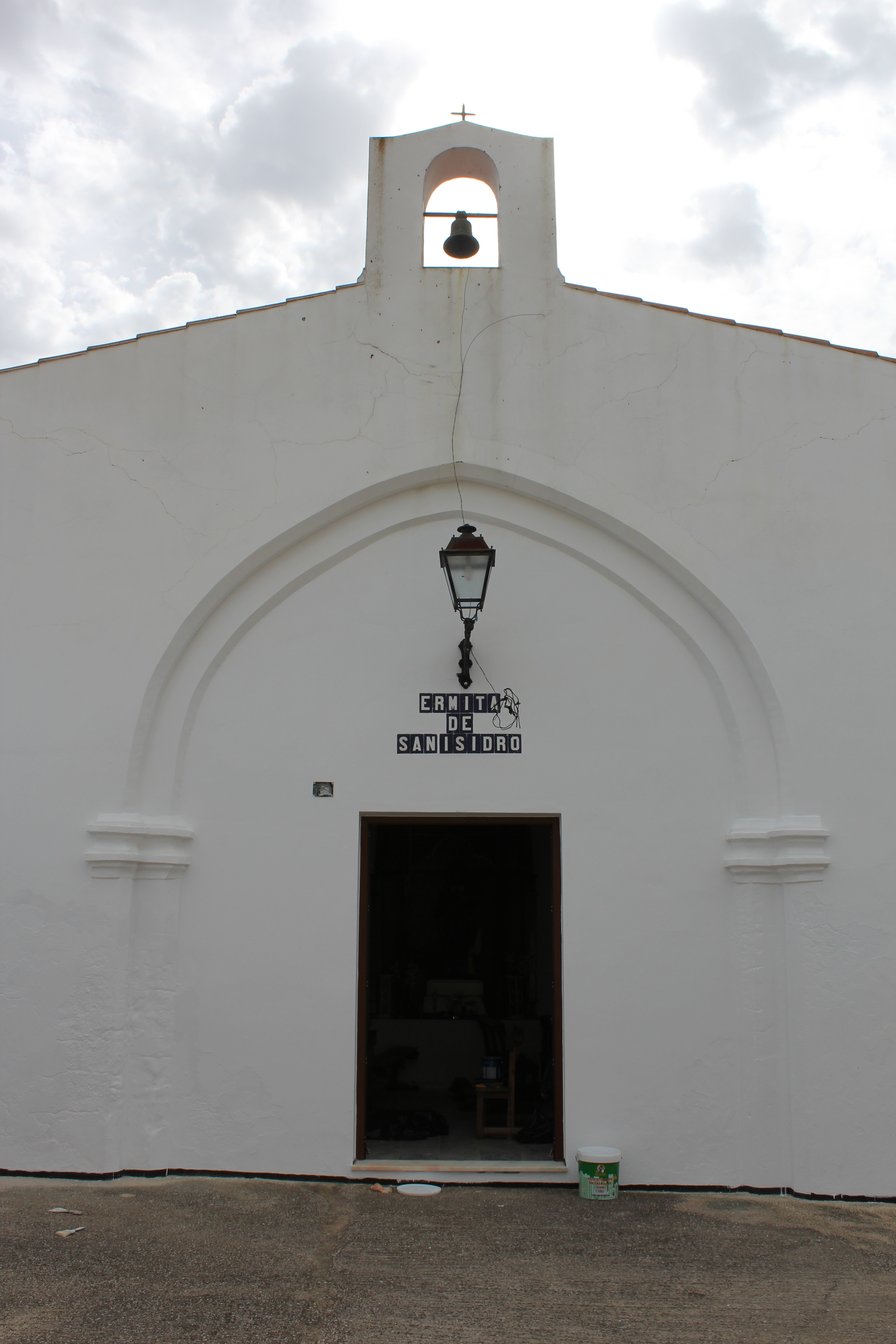
Isidorkapelle